# Atractylocarpus novoguineensis
Atractylocarpus novoguineensis är en bladmossart som beskrevs av J.C. Norris och T. Koponen 1990. Atractylocarpus novoguineensis ingår i släktet trådnervmossor, och familjen Dicranaceae. Inga underarter finns listade i Catalogue of Life.